# Echinocereus pamanesiorum
Echinocereus pamanesiorum là một loài thực vật có hoa trong họ Cactaceae. Loài này được A.B.Lau mô tả khoa học đầu tiên năm 1981.